# Jesseren
Jesseren is een dorp in de Belgische provincie Limburg en een deelgemeente van Tongeren-Borgloon, het was een zelfstandige gemeente tot aan de gemeentelijke herindeling van 1971.
Jesseren ligt in de Haspengouwse Leemstreek en is een straatdorp en landbouwdorp met vele grote vierkantshoeven en boerderijen.

## Etymologie
Jesseren werd voor het eerst vermeld in 1079 onder de naam Jesseram. De betekenis is niet geheel duidelijk, het zou nederzetting in de vallei kunnen betekenen.

## Geschiedenis
Reeds in de prehistorie was de omgeving van Jesseren bewoond. Enkele vondsten uit de Romeinse tijd (dakpannen, bakstenen en een stuk hardsteen met inscriptie), alsmede een in 1887 afgegraven tumulus getuigen van Romeinse aanwezigheid. Enkele Romeinse wegen doorsneden het gebied. In 1853 werden nabij de kerk enkele Karolingische munten gevonden.
De Loonse heerlijkheid Jesseren was achtereenvolgens in het bezit van diverse adellijke families van Heers en Van den Rivieren (of: De Rivière). Een ander deel was achtereenvolgens in bezit van de families Van Jesseren, Cannarts (vanaf 1428), De Cancro (vanaf 1478) of Van den Creeft. In 1574 werd het deel van Van den Creeft verkocht aan de familie De Rivière, zodat de verbrokkeling van het grondgebied werd opgeheven.
In 1685 kwamen de heerlijke rechten aan de Sint-Laurentiusabdij te Luik. In 1757 kwam de heerlijkheid Jesseren in bezit van baron Nicolaas Erasmus van Stokkem. Dit bleef zo totdat, eind 18e eeuw, de feodale rechten werden afgeschaft.
De middeleeuwse burcht van de heren van Jesseren stond op een heuveltje achter de kerk. Op het grondgebied van Jesseren situeerden zich verder het Loons cijnshof Berg, het Loons leen Hofrijs en het niet nader genoemde Luiks laathof.
De Heilige-Kruisverheffingskerk was een kwartkerk van de parochie van Borgloon. Het patronaatsrecht was in handen van de Graaf van Loon, die het in leen gaf aan zijn leenmannen. Een daarvan, Willem van Leeuw, met zijn broers Giselbert en Godfried, verkochten in 1218 een deel van de parochierechten aan de Abdij van Herkenrode, welke in 1258 de gehele rechten verwierf.
Tijdens het Franse bestuur werd Jesseren in 1795 een zelfstandige gemeente en dit bleef zo tot in 1970. Toen ging Jesseren samen met Overrepen de nieuw gevormde fusiegemeente Kolmont vormen. Deze gemeente was echter geen lang leven beschoren en in 1977 werd Jesseren een deelgemeente van Borgloon, dat op zijn beurt in 2025 opging in de stad Tongeren-Borgloon.
Jesseren lag aan de spoorlijn van Sint-Truiden naar Tongeren en bezat een station, dat als zodanig dienstdeed van 1882 tot 1957. Van 1970-1971 werd het spoor opgebroken. Met de trein werd fruit aangevoerd ten behoeve van een stroopfabriek, de Grande Siroperie Limbourgeoise, welke in 1999 werd afgebroken.

## Demografische ontwikkeling
- Bronnen:NIS, Opm:1831 tot en met 1970=volkstellingen

## Bezienswaardigheden

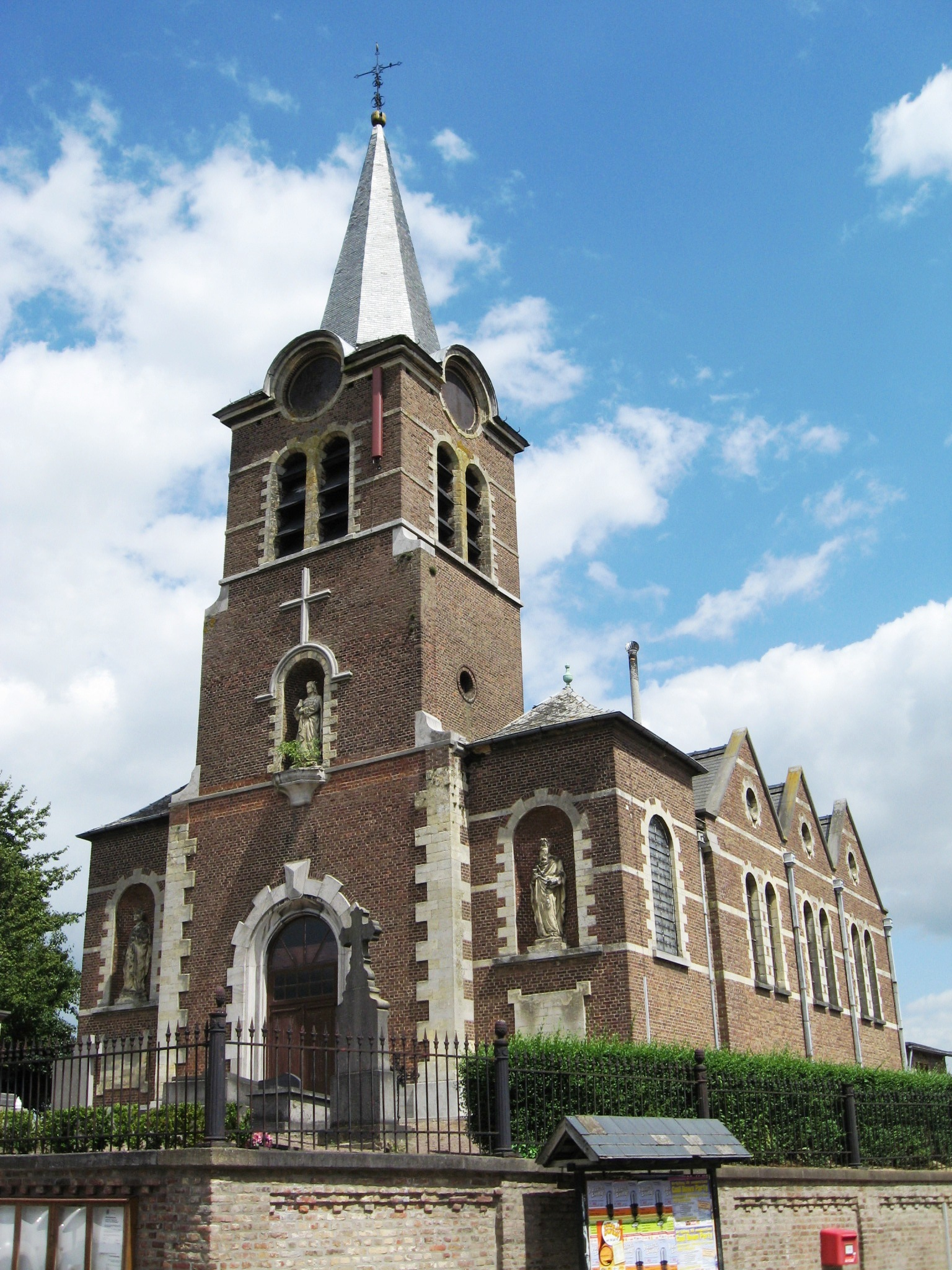
De Heilige-Kruisverheffingskerk

- Bezienswaardig is de onlangs gerestaureerde Heilige-Kruisverheffingskerk uit 1723 in vroeg-classicistische stijl die in 1937 werd uitgebreid met zijbeuken. Het interieur is sober maar waardevol met de geschilderde kruisweg van de Luikse schilder Martin Aubé.
- De kasteelachtige Hoeve Martin met vierkante toren.
- Het stationsplein met het enige bewaard gebleven station in de fusiegemeente Borgloon.

## Natuur en landschap
Jesseren is gelegen op de grens van Vochtig en Droog-Haspengouw, tussen het hoger gelegen Massief van Borgloon in het westen, en het Massief van Overrepen in het oosten. De hoogte varieert van 60 tot 110 meter.
In het zuiden en oosten wordt Jesseren begrensd door de Marmelbeek (ook: Motbeek), en in het westen door de Sint-Annabeek.
Het landschap is, zowel door het reliëf als door de vele aanwezige boomgaarden, tamelijk besloten.

## Sport
2de provincialer K.F.C. Sparta Kolmont speelt zijn thuiswedstrijden in Jesseren.De voetbalclub bestaat sinds 1949 en speelt in de kleuren geel-groen.
Manege 't Biezenhof ligt ook in Jesseren.

## Jeugdbeweging
De jeugdbeweging KLJ Jesseren bevindt zich te Broekstraat 4.

## Nabijgelegen kernen
Haren, Kolmont, Zammelen, Kerniel, Borgloon, Groot-Loon